# Tề Lỗ, Phú Thọ
Tề Lỗ là một xã thuộc tỉnh Phú Thọ, Việt Nam. Đây là một trong 148 đơn vị hành chính cấp xã mới ở tỉnh Phú Thọ sau đợt sắp xếp đơn vị hành chính vào năm 2025.
Ngày 12 tháng 6 năm 2025, Quốc hội ban hành Nghị quyết số 1676/NQ-UBTVQH15 về việc sắp xếp đơn vị hành chính cấp xã của tỉnh Phú Thọ mới (nghị quyết có hiệu lực từ ngày 12 tháng 6 năm 2025). Theo đó, huyện Yên Lạc giải thể và tách thành 5 xã mới, trong đó có xã Tề Lỗ mới.

## Địa lý
Xã Tề Lỗ nằm ở phía đông tỉnh Phú Thọ, cách phường Việt Trì 20 km về phía đông nam, cách thành phố Hà Nội 55 km về phía tây bắc và cách sân bay Quốc tế Nội Bài 25 km. Phường có vị trí địa lý:
- Phía bắc giáp phường Vĩnh Yên, xã Hội Thịnh, xã Vĩnh An.
- Phía tây giáp xã Vĩnh Hưng, xã Vĩnh Tường.
- Phía đông giáp xã Yên Lạc.
- Phía nam giáp xã Tam Hồng.

Xã Tề Lỗ có diện tích 18,30 km², 37.232 nhân khẩu và mật độ dân số là 2.035 người/km² (năm 2025).

## Hành chính
Trụ sở Đảng ủy - UBMTTQ Việt Nam xã Tề Lỗ nằm ở trụ sở UBND xã Đồng Văn cũ tại thôn Hùng Vỹ 2, X. Tề Lỗ, T. Phú Thọ.
Trụ sở UBND - HĐND và Trung tâm Phục vụ Hành chính công xã Tề Lỗ nằm ở trụ sở UBND xã Tề Lỗ cũ tại thôn Giã Bàng 3, X. Tề Lỗ, T. Phú Thọ.
Trụ sở Công an xã Tề Lỗ nằm ở trụ sở UBND xã Trung Nguyên cũ tại thôn Lạc Trung, X. Tề Lỗ, T. Phú Thọ.

## Lịch sử
Xã Tề Lỗ cũ có diện tích 4,02 km², dân số năm 1999 là 6.270 người. Xã Đồng Văn cũ có diện tích 7,01 km², dân số năm 1999 là 9.838 người. Xã Trung Nguyên cũ có diện tích 7,37 km², dân số năm 1999 là 9.193 người.
Ngày 12 tháng 6 năm 2025, Quốc hội ban hành Nghị quyết số 1676/NQ-UBTVQH15 về việc sắp xếp đơn vị hành chính cấp xã của tỉnh Phú Thọ mới (nghị quyết có hiệu lực từ ngày 12 tháng 6 năm 2025). Theo đó, huyện Yên Lạc giải thể và tách thành 5 xã mới, trong đó có xã Tề Lỗ mới được sáp nhập từ các xã Tề Lỗ cũ, Đồng Văn, Trung Nguyên.
Tên Tề Lỗ (齊魯) là tên ghép của hai nước Trung Hoa thời nhà Chu: nước Tề và nước Lỗ, nay là tỉnh Sơn Đông, Trung Quốc. Nước Tề là nơi cuối cùng bị nhà Tần do Tần Thủy Hoàng chinh phục, còn nước Lỗ là nơi Khổng Tử sinh ra.

## Xã hội

### Giáo dục
Xã Tề Lỗ hiện tại có các cơ sở giáo dục sau (không kể các trường Tiểu học, THCS):
- THPT Đồng Đậu

### Kinh tế
Tề Lỗ là một vùng quê giàu có của huyện Yên Lạc, trứ danh là "làng tỷ phú", với làng nghề "mổ xe":  chuyên sửa chữa và mua bán các thiết bị, phụ tùng của các loại máy móc, xe ô tô. Đồng Văn, Trung Nguyên từng là các xã có nền kinh tế phát triển đa dạng, nhiều ngành nghề phụ như trồng trọt, thâm canh, mộc, dịch vụ, buôn bán, đặc biệt là thu gom phế liệu.

## Văn hóa - Du lịch

### Di tích
Vào năm 2022, trên địa bàn xã hiện có 46 di tích lịch sử văn hóa, trong đó có 6 di tích được công nhận cấp Quốc gia: Đền Tranh, Đền Đồng Lạc, Đình Yên Lạc, Đình Hùng Vĩ, Chùa Tiền Môn, Chùa Đại An; 20 di tích được công nhận cấp Tỉnh và 20 di tích chưa công nhận.